# Silvio (i els altres)
Silvio (i els altres) (originalment en italià, Loro) és una pel·lícula dramàtica italiana del 2018 dirigida per Paolo Sorrentino i protagonitzada per Toni Servillo. La pel·lícula parla del grup d'empresaris i polítics que viuen i actuen a prop del magnat i polític Silvio Berlusconi. El 27 d'agost de 2021 es va doblar en català a TV3.
El guió va ser coescrit per Paolo Sorrentino i Umberto Contarello. El títol Loro significa "ells" en italià, però també, un joc de paraules a l'oro, que significa "l'or". La pel·lícula està produïda per Indigo Film i coproduïda per la francesa Pathé. Un obstacle va ser que el cofinançador italià habitual de Sorrentino, Medusa Film, que està controlat per Berlusconi, no estava disposat a participar en aquesta producció. El rodatge va tenir lloc a Roma i la Toscana.
A Itàlia, la pel·lícula va sortir als cinemes en dues parts: la primera, Loro 1, va sortir el 24 d'abril de 2018, mentre que Loro 2 es va estrenar el 10 de maig de 2018. El 7 d'agost de 2018, es va anunciar una nova versió de 145 minuts per al seu llançament el 13 de setembre de 2018. Aquesta nova edició internacional es va fer per permetre que la pel·lícula es presentés als 91ns Premis Oscar. Al Regne Unit, es va publicar el 19 d'abril de 2019.
A Rotten Tomatoes, la pel·lícula té un índex d'aprovació del 79%, amb una nota mitjana de 6.5 sobre 10, basada en 75 crítiques. El consens crític del lloc web diu: "Silvio (i els altres) utilitza les gestes més grans que la vida d'una figura pública infame per presentar una instantània desordenadament convincent de com el poder atreu i corromp". A Metacritic, la pel·lícula té una puntuació mitjana ponderada de 55 sobre 100, basada en 14 autors, cosa que indica "crítiques mixtes o mitjanes".

## Argument
Silvio Berlusconi es troba en el moment més complicat de la seva carrera política. Acaba de sortir del govern, que ha passat a mans de l'esquerra, i té un seguit de judicis, relacionats amb acusacions de corrupció i amb les seves connexions amb la màfia, a punt d'arribar als jutjats. Sergio Morra és un home atractiu, sortit d'un entorn modest, que ha guanyat diners gràcies a negocis més aviat qüestionables i que somia poder fer el salt des del seu petit món de províncies a l'escena internacional. El camí més ràpid per aconseguir-ho és acostar-se a en Silvio, l'home més poderós d'Itàlia. Per en Sergio només hi ha una manera de cridar l'atenció d'Il Cavaliere: les festes, les noies sexis, les extravagàncies i l'excés.

## Repartiment
- Toni Servillo com a Silvio Berlusconi i Ennio Doris
- Elena Sofia Ricci com a Veronica Lario
- Riccardo Scamarcio com a Sergio
- Kasia Smutniak com a Kira
- Euridice Axen com a Tamara
- Fabrizio Bentivoglio com a Santino Recchia
- Roberto De Francesco com a Fabrizio Sala
- Dario Cantarelli com a Paolo Spagnolo
- Anna Bonaiuto com a Cupa Caiafa
- Roberto Herlitzka com a Crepuscolo
- Ricky Memphis com a Riccardo Pasta
- Yann Gael com a Michel Martinez
- Alice Pagani com a Stella
- Giovanni Esposito com a Mariano Apicella
- Ugo Pagliai com a Mike Bongiorno
- Max Tortora com a Martino
- Fabio Concato com a ell mateix
- Paolo Buglioni com a Ernesto Morra, pare d'en Sergio